# Cheilosia stupida
Cheilosia stupida är en tvåvingeart som först beskrevs av Becker 1894.  Cheilosia stupida ingår i släktet örtblomflugor, och familjen blomflugor.
Artens utbredningsområde är Ungern. Inga underarter finns listade i Catalogue of Life.